# Velocidad mínima de control
La velocidad mínima de control (VMC) de una aeronave multimotor (concretamente un avión) es una velocidad V que especifica la velocidad calibrada por debajo de la cual ya no se puede mantener el control direccional o lateral de la aeronave, tras el fallo de uno o más motores. La VMC solo se aplica si al menos un motor sigue funcionando y dependerá de la fase de vuelo. De hecho, hay que calcular varias VMC para el aterrizaje, el vuelo y el desplazamiento en tierra, y aún más para las aeronaves con cuatro o más motores. Todas ellas se incluyen en el manual de vuelo de la aeronave de todas las aeronaves multimotor. Cuando los ingenieros de diseño dimensionan la cola vertical y las superficies de control de vuelo de un avión, deben tener en cuenta el efecto que esto tendrá en las velocidades mínimas de control del avión.Las velocidades mínimas de control se establecen normalmente mediante pruebas de vuelo como parte de un proceso de certificación de aeronaves. Proporcionan una guía al piloto para el funcionamiento seguro de la aeronave.

## Descripción física

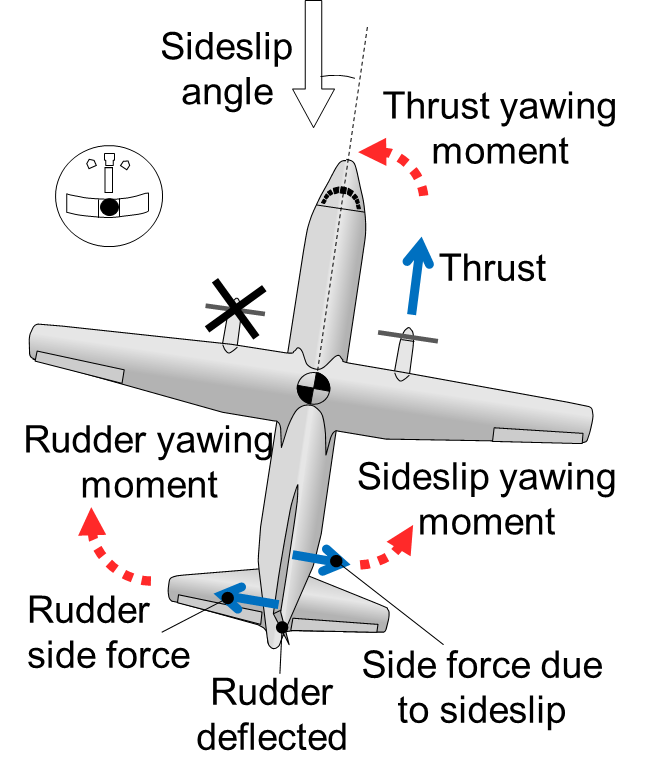
Las fuerzas y momentos más importantes que actúan sobre la aeronave mientras se utiliza el timón para contrarrestar el empuje asimétrico y se mantienen las alas niveladas. Obsérvese que no se puede evitar el deslizamiento lateral cuando se contrarresta el momento de guiñada.

Cuando falla un motor en una aeronave multimotor, la distribución del empuje en la aeronave se vuelve asimétrica, lo que da lugar a un  momento de guiñada en la dirección del motor averiado. Se produce un deslizamiento lateral, lo que provoca un aumento considerable de la resistencia total de la aeronave y, como consecuencia, una caída de la velocidad ascensional de la aeronave. El timón, y en cierta medida los alerones mediante el uso del ángulo de inclinación, son los únicos controles aerodinámicos de que dispone el piloto para contrarrestar el momento de guiñada asimétrico del empuje.
Cuanto mayor sea la velocidad de la aeronave, más fácil será contrarrestar el momento de guiñada utilizando los controles de la aeronave. La velocidad mínima de control es la velocidad aerodinámica por debajo de la cual la fuerza que el timón o los alerones pueden aplicar a la aeronave no es suficiente para contrarrestar el empuje asimétrico a la máxima potencia. Por encima de esta velocidad, debería ser posible mantener el control de la aeronave y mantener un vuelo recto con empuje asimétrico.
La pérdida de potencia del motor de una aeronave con hélice montada en el ala y la elevación soplada afectan a la distribución de la elevación sobre el ala, provocando un giro hacia el motor inoperativo. En algunas aeronaves, la autoridad de balanceo es más limitante que la autoridad del timón para determinar VMCs.

## Certificación y variantes

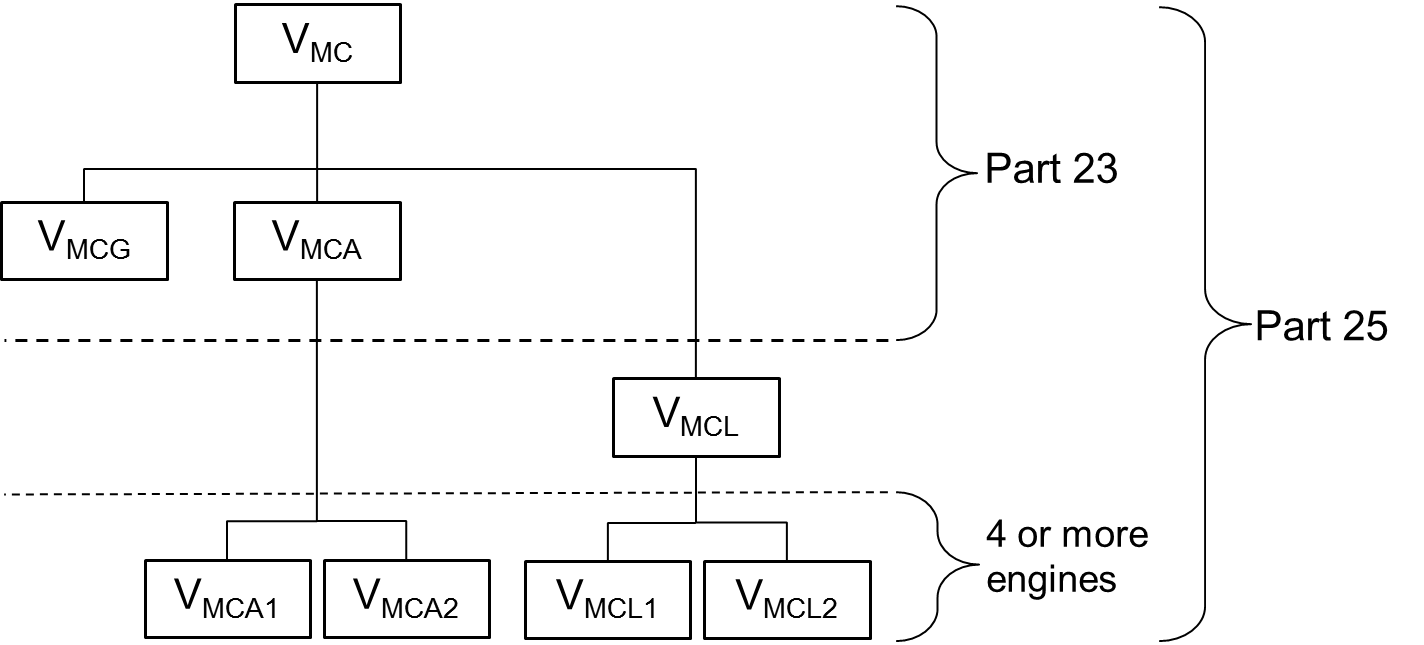
Fig. 1. Resumen de todas las velocidades mínimas de control V_{MC} existentes para todos los tipos de aeronaves multimotor. En este artículo, se utiliza V_{MC(A)} en lugar de V_{MC} para las velocidades mínimas de control en el aire.

Las normativas de aviación (como las FAR y la EASA) definen varios VMC diferentes y exigen a los ingenieros de diseño que dimensionen la cola vertical y los controles de vuelo aerodinámicos de la aeronave para cumplir con estas normativas. La velocidad mínima de control en el aire (VMCA) es la velocidad mínima de control más importante de una aeronave multimotor, por lo que VMCA aparece simplemente como VMC en muchas normativas de aviación y manuales de vuelo de aeronaves. En el Indicador de la velocidad aérea de una aeronave bimotor de menos de 6000 libras (2722 kg), la VMCA se indica con una línea radial roja, según lo estandarizado por la FAR 23.
La mayoría de las escuelas de pilotos de pruebas utilizan múltiples velocidades mínimas de control más específicas, ya que VMC cambia en función de la fase del vuelo. Otras VMC definidas incluyen la velocidad mínima de control en tierra (VMCG) y la velocidad mínima de control durante la aproximación y el aterrizaje (VMCL). Además, en las aeronaves con cuatro o más motores, existen VMCs para casos en los que uno o dos motores de la misma ala no funcionan. La figura 1 ilustra las VMCs definidas en la normativa de aviación civil pertinente y en las especificaciones militares.

## Velocidad mínima de control en vuelo

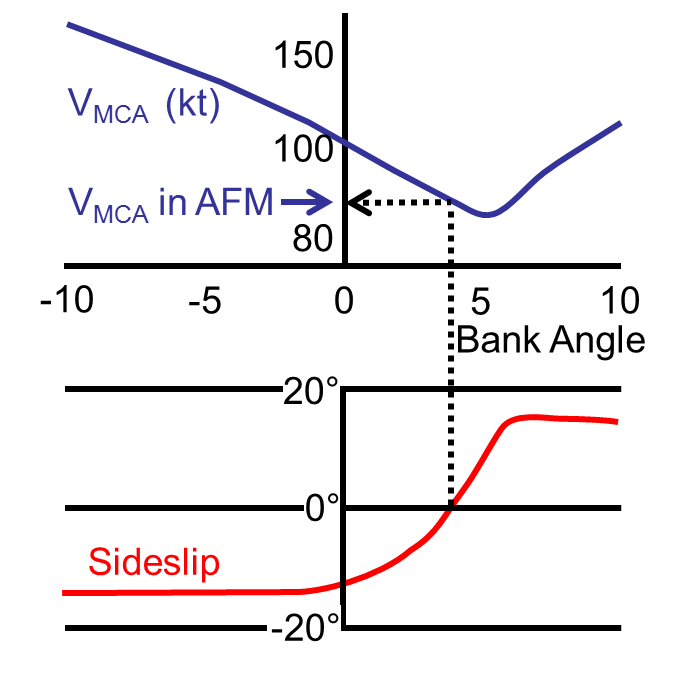
El efecto del ángulo de inclinación sobre V_{MCA} y el deslizamiento lateral cuando el motor izquierdo (n.º 1) no funciona y el otro está a máxima potencia. El ángulo de alabeo para un deslizamiento lateral cero se utiliza para dimensionar la cola vertical y también durante las pruebas de vuelo para determinar la V_{MCA} en vuelo.

La cola vertical o estabilizador vertical de una aeronave multimotor desempeña un papel crucial en el mantenimiento del control direccional cuando un motor falla o no funciona. Cuanto mayor sea la cola, mayor será su capacidad para proporcionar la fuerza necesaria para contrarrestar el momento de guiñada asimétrico del empuje. Esto significa que cuanto menor sea la cola, mayor será la VMCA. Sin embargo, una cola más grande es más costosa y difícil de acomodar, y conlleva otros problemas aerodinámicos, como una mayor prevalencia de estelas aerodinámicas. Los ingenieros que diseñan la cola vertical deben tomar una decisión basándose, entre otros factores, en su presupuesto, el peso de la aeronave y el ángulo de inclinación máximo de 5° (alejado del motor inoperativo), tal y como establece la FAR.
VMCA también se utiliza para calcular la velocidad mínima de seguridad para el despegue. Por lo tanto, un VMCA alto da lugar a velocidades de despegue más altas y, por lo tanto, se requieren pistas más largas, lo que no es deseable para los operadores aeroportuarios.

## Factores que influyen en la velocidad mínima de control
Cualquier factor que influya en el equilibrio de fuerzas y en los momentos de guiñada y balanceo tras un fallo del motor también puede afectar a VMC. Cuando se diseña la cola vertical y se mide la VMCA, se tiene en cuenta el peor de los casos para todos los factores. Esto garantiza que las VMCs publicadas en los AFM sean seguras.
Las aeronaves más pesadas son más estables y más resistentes a los momentos de guiñada y, por lo tanto, tienen VMCAs más bajas. : 13  Las superficies de control de vuelo con centro de gravedad longitudinales también afecta a la VMCA: cuanto más lejos se encuentra de la cola, menor es la velocidad mínima de control, ya que el timón podrá proporcionar un mayor momento de guiñada y, por lo tanto, será más fácil contrarrestar el desequilibrio en el empuje.: 17  El centro de gravedad lateral también tiene un efecto: cuanto más cerca esté del motor inoperativo, mayor será el momento del motor en funcionamiento y, por lo tanto, mayor será la fuerza que deberá aplicar el timón. Esto significa que si el centro de gravedad lateral se desplaza hacia el motor inoperativo, la VMCA de la aeronave aumentará.: 17  El empuje de la mayoría de los motores depende de la altitud y la temperatura; al aumentar la altitud y la temperatura, el empuje disminuye. Esto significa que si la temperatura del aire es más alta y la aeronave se encuentra a mayor altitud, la fuerza del motor operativo será menor, el timón tendrá que proporcionar menos fuerza contraria y, por lo tanto, la VMCA será menor.: 16  El ángulo de inclinación también influye en la velocidad mínima de control. Se requiere un pequeño ángulo de inclinación alejado del motor inoperativo para obtener el menor deslizamiento lateral posible y, por lo tanto, un VMCA más bajo. Por último, si el factor P del motor en funcionamiento aumenta, su momento de guiñada aumenta y, como resultado, aumenta el VMCA de la aeronave.: 15 

## Otras velocidades mínimas de control

### Aeronaves con más motores
Las aeronaves con cuatro o más motores no solo tienen una VMCA (a menudo denominada VMCA1 en estas circunstancias), en la que solo el motor crítico está inoperativo, sino también una VMCA2 que se aplica cuando el motor interior del motor crítico, en el mismo ala, también está inoperativo.: 15  Las normativas de aviación civil (FAR, CS y equivalentes) ya no exigen que se determine un VMCA2, aunque sigue siendo obligatorio para las aeronaves militares con cuatro o más motores. En las aeronaves con turborreactores y turbofanes, los motores exteriores suelen ser igualmente críticos. Las aeronaves de tres motores, como el MD-11 y el BN-2 Trislander, no tienen un VMCA2; un motor central averiado no afecta al VMC.
Cuando dos motores opuestos de una aeronave con cuatro o más motores están inoperativos, no hay asimetría de empuje, por lo que no es necesario el timón para mantener un vuelo recto y estable; los VMCA no influyen. Es posible que haya menos potencia disponible para mantener el vuelo en general, pero las velocidades mínimas de control seguro siguen siendo las mismas que las de una aeronave que vuela con el 50 % de empuje en los cuatro motores.
El fallo de un solo motor interior, de un conjunto de cuatro, tiene un efecto mucho menor sobre la controlabilidad. Esto se debe a que un motor interior está más cerca del centro de gravedad de la aeronave, por lo que se reduce la falta de momento de guiñada. En esta situación, si se mantiene la velocidad por encima de la VMCA publicada, determinada para el motor crítico, se puede mantener un control seguro.

### Suelo
Si un motor falla durante el rodaje o el despegue, el momento de guiñada del empuje empujará la aeronave hacia un lado de la pista. Si la velocidad no es lo suficientemente alta y, por lo tanto, la fuerza lateral generada por el timón no es lo suficientemente potente, la aeronave se desviará de la línea central de la pista e incluso podría salirse de ella.: 21  La velocidad a la que la aeronave, tras un fallo del motor, se desvía 9,1 m de la línea central de la pista, a pesar de utilizar el timón al máximo pero sin utilizar la dirección de la rueda delantera, es la velocidad mínima de control en tierra (VMCG).

### Aproximación y aterrizaje
La velocidad mínima de control durante la aproximación y el aterrizaje (VMCL) es similar a la VMCA, pero la configuración de la aeronave es la de aterrizaje. La VMCL se define tanto para las aeronaves de la parte 23 <FAR 23.149 (c)> como para las de la parte 25 de la normativa de aviación civil. Sin embargo, cuando se selecciona el empuje máximo para una maniobra de aproximación frustrada, los flaps se seleccionarán desde la posición de aterrizaje y VMCL dejará de aplicarse, pero sí lo hará VMCA.

### Velocidad segura con un solo motor
Debido a los riesgos inherentes al funcionamiento a VMCA o cerca de ella con empuje asimétrico, y al deseo de simular y practicar estas maniobras en la formación y certificación de pilotos, se puede definir VSSE. VSSE es la velocidad mínima segura con un solo motor, establecida y designada por el fabricante como la velocidad segura e intencionada con un motor inoperativo. Esta velocidad se selecciona para reducir el riesgo de accidente por pérdida de control debido a fallos simulados del motor a una velocidad excesivamente lenta.